# Paul Rafaelovich Amnuél
Paul Rafaelovich Amnuél (Bakú, Azerbaiyán, 20 de febrero de 1944) es un físico, escritor y editor soviético-israelí adscrito a los géneros de la ciencia ficción y novela policíaca.
En 1967 se graduó del Departamento de Física de la Universidad Estatal de Bakú, y durante 23 años trabajó en el laboratorio de física de atmósferas estelares —primero en el Observatorio Astrofísico Shamakhi, y desde 1979 en el Instituto de Física en Bakú.
Doctorado en Ciencias Físicas y Matemáticas, ha publicado más de 70 artículos científicos y cinco libros en su especialidad. Respecto a las publicaciones de ciencia ficción, su primera historia se tituló Икария Альфа en la revista Техника — молодёжи de 1959, mientras que su primer libro asociado a este género —una colección titulada Сегодня, завтра и всегда— se publicó recién en 1984.
En 1990 emigró a Israel y actualmente reside en Beit She'an.
Desde 2008, es el redactor jefe de la revista literaria Млечный Путь —en español: Vía Láctea—, y desde 2010 ocupa el mismo cargo en la revista РБЖ Азимут —en inglés: RBG-Azimuth (GDC-Azimuth).